# Ягодкин, Владимир Николаевич
Влади́мир Никола́евич Я́годкин (1928, Москва — 1985, Москва) — советский партийный деятель, секретарь Московского городского комитета КПСС по идеологии, кандидат в члены ЦК КПСС (1971—1976), один из наиболее известных представителей ультраконсервативного крыла КПСС.

## Биография
Ещё студентом в 1950 году вступил в ВКП(б). В 1951 году окончил экономический факультет МГУ имени М. В. Ломоносова, учился в аспирантуре. С 21 октября 1951 по 1953 год был избранным Секретарём комитета ВЛКСМ МГУ. Кандидат экономических наук (1954, диссертация «Расширенное воспроизводство квалифицированной рабочей силы в промышленности СССР»).
В 1954—1967 годах преподавал на экономическом факультете. В 1959 году доцент Ягодкин вместе с деканом В. А. Жаминым был инициатором системного преподавания экономики труда на экономическом факультете.

### В парткоме МГУ
С 18 мая 1967 по 1971 год — секретарь парткома МГУ имени М. В. Ломоносова. Возглавляя коммунистов МГУ, Владимир Ягодкин прославился своими жёсткими, выдержанными в консервативном духе выступлениями. Как пишет Л. М. Млечин: «Люди, которые его хорошо знали, говорят, что жёсткость и нетерпимость были следствием его нездоровья. Постоянные болезни усугубляли негативное восприятие окружающего мира». По словам В. П. Савинова в этот период взаимоотношения между секретарём Парткома МГУ Ягодкиным и ректором МГУ академиком И. Г. Петровским были столь остры, что они не общались месяцами. В итоге, их мирить приезжал сам заведующий отделом науки ЦК КПСС Трапезников.
Режиссёр Марк Розовский, в 1960-е руководитель эстрадной студии МГУ «Наш дом», считает, что решив делать карьеру, Ягодкин сосредоточился на двух целях: травле ректора МГУ академика Петровского и на уничтожении университетского театра «Наш дом». По мнению Розовского, цели были выбраны, потому что Петровский был знаменитым авторитетным учёным, а слава «Нашего дома» «гремела по Москве, да и по стране (из недр „Нашего дома“ возник КВН!)». Студия «Наш дом» была разогнана в декабре 1969 года. По мнению Розовского, Ягодкин приобретал таким образом известность в глазах партийной элиты: «Вот, мол, человек, правильно понимающий линию партии: прикончил вредное явление!».
Осенью 1969 года В. Н. Ягодкин настоял на прекращении чтения лекций по социологии Ю. А. Левадой на факультете журналистики МГУ. Было организовано обсуждение этих лекций в Академии общественных наук, после чего по инициативе Ягодкина лекции Левады обсуждались на заседании парткома МГУ. Левада был вынужден уйти из университета и получил партийный выговор. Под давлением горкома партии ВАК отменил ранее принятое решение и не утвердил Леваду в звании профессора..

### В Московском городском комитете КПСС
В 1971—1976 годах секретарь по идеологии Московского горкома КПСС.
В 1971 году избран в Верховный совет РСФСР от Кировского округа города Москвы. Оставался депутатом Верховного Совета РСФСР 9-го созыва по крайней мере вплоть до 1978 года.
В 1971 году на XXIV съезде КПСС избран кандидатом в члены ЦК КПСС. Он стал четвёртым в МГК членом (кандидатом в члены) ЦК после В. В. Гришина, второго секретаря Л. И. Грекова и секретаря Р. Ф. Дементьевой, что было большим успехом для московских партийцев. Ягодкин обладал большим влиянием на Гришина. Его возможности в то время были весьма значительны, как пишет его свояченица Д. Донцова, он «был по тем временам почти всесилен».
Он покровительствовал сталинистам, возмущался любым произведением литературы, где мог заподозрить критику Сталина. Уничтожающе критиковал романы Фёдора Абрамова о жизни послевоенной деревни.
По мнению его соавтора С. Семанова: «Ягодкин явно придерживался прорусской направленности <…>. Он же решительно ненавидел всякие проявления того, что называлось тогда <…> „буржуазным разложением“».
Драматург Эдвард Радзинский рассказывал, что Ягодкин имел крайне скверную репутацию среди интеллигенции, в связи с чем многие писатели и драматурги произносили его фамилию с ударением на второй слог, что вызывало ассоциации с главой НКВД Генрихом Ягодой (подобную деталь приводит в своих мемуарах и историк Арон Гуревич).

#### Разгром 2-й физико-математической школы
Первым объектом повышенного внимания нового секретаря по идеологии стала физико-математическая школа № 2 в Октябрьском районе города Москвы. Фронтальная проверка, инициированная Ягодкиным, проходила в этой школе в течение марта — июня 1971 года. По её результатам был уволен директор В. Ф. Овчинников и три завуча, несколько учителей ушли в знак протеста. В феврале 1972 года начались новые проверки. В центре внимания оказались учителя-историки и словесники старого состава, практически все они были вынуждены покинуть школу. Директор В. Ф. Овчинников вернулся в ту же школу через 30 лет и в 2008 году удостоен звания «Народный учитель Российской Федерации»..

#### Чистка в социологии
Очередной мишенью для критики стали не только учёные-социологи, но и наука социология как таковая. В итоге резко упало число публикуемых научных работ, снизилось качество проводимых исследований. В результате так называемого «дела Ассоциации научного прогнозирования» директор Института конкретных социальных исследований (ИКСИ) А. М. Румянцев был уволен с должностей вице-президента АН СССР и директора ИКСИ, а также получил строгий партийный выговор.
В июне — июле 1972 года в ИКСИ прошла очередная проверка. По её результатам Трапезников и Ягодкин подготовили записку для ЦК «О положении дел в ИКСИ АН СССР». В 1972 исполняющего обязанности директора института, переименованного в Институт социологических исследований, Н. И. Лапина сменил член-корреспондент АН СССР Михаил Николаевич Руткевич. Он же с 1972 по 1976 год стал президентом Советской социологической ассоциации. Руткевич, выполняя указания Отдела науки и вузов ЦК КПСС и руководства АН СССР, провёл в Институте «чистку» кадровых рядов. Тогда за короткий срок стены Института были вынуждены покинуть более 100 учёных. Это В. А. Ядов, Б. А. Грушин, И. С. Кон, Л. В. Карпинский, Н. Ф. Наумова, Ю. А. Левада, В. Н. Шубкин, Н. И. Лапин, Ф. М. Бурлацкий и другие. По мнению академика Г. В. Осипова, ответственность за разгром социологии несут заведующий отделом науки и вузов ЦК КПСС С. П. Трапезников, инструктор этого отдела Г. Г. Квасов и секретарь МГК КПСС по идеологии В. Н. Ягодкин.

#### Исключение Булата Окуджавы из партии
В 1970 году в зарубежном журнале «Грани» издательства «Посев» была опубликована повесть Булата Окуджавы «Фотограф Жора», долго перед тем лежавшая в советских редакциях. Окуджаву вызвали в "Союз писателей" для беседы, он дал объяснения. Казалось, инцидент исчерпан, и дело закрыто. Однако в 1972 году по указанию Ягодкина к этому делу вернулись и потребовали публикации покаяния. Окуджава каяться отказался, 1 июня 1972 года партком "Союза писателей" исключил его из партии, чуть позже после сдержанного покаяния Окуджавы, письма Евтушенко и его встречи с Гришиным решение было отменено, ограничились выговором.

#### Разгром «Бульдозерной выставки»
Начальник 5-го управления КГБ Ф. Д. Бобков утверждал, что именно Ягодкин был одним из организаторов разгрома 15 сентября 1974 года так называемой «Бульдозерной выставки», а для него, Бобкова, и КГБ в целом, эта расправа была полной неожиданностью.
Действительно, 3 сентября 1974 года Ягодкин проводил в МГК совещание «О выставке художников-графиков у метро „Измайловская“» (в то момент предполагалось другое место проведения). Присутствовавший на совещании инструктор художественной литературы в отделе культуры МГК Вячеслав Саватеев записал: «Это явно игра с политическими целями. Надо локализовать, предотвратить ненужный резонанс, могут быть провокации».
Историк Е. М. Раскатова считает, что Бобков лишь выгораживает «органы», а в действительности никто из чиновников не захотел взять на себя ответственность за прямой отказ, и «Ягодкин принимал меры, которых от него ждали „наверху“, не представляя хорошо, какую роль в истории новейшего отечественного искусства ему отводили обстоятельства». Разгром выставки совпал с важным выступлением А. А. Громыко на Генеральной Ассамблее ООН и на следующий день сообщения в СМИ о бульдозерах, утюжащих картины, полностью заслонили выступление министра иностранных дел СССР. После этого, якобы, лично Брежнев обругал руководителей района и распорядился разрешить проведение выставки в одном из парков Москвы (выставка состоялась 29 сентября в Измайловском парке). Неизвестно, получил ли тогда партийное взыскание Ягодкин, но впоследствии, к вспоминала Н. М. Молева, на любые предложения провести художественную выставку он реагировал «вяло, раздражённо: «Этим ведает МОСХ и отдел культуры Моссовета…».

#### Борьба с редакционной коллегией журнала «Вопросы философии»
После смерти в 1971 директора института Философии П.В. Копнина за этот пост развернулась закулисная борьба. По мнению В. Тихонова, в этой борьбе активное участие принял Ягодкин. Сначала он сумел добиться отмены назначения директором И.Т. Фролова, а затем принял участие в интриге, приведшей к снятию с поста директора Б.М. Кедрова. С 1974 по 1983 институт возглавлял консервативный бывший сотрудник аппарата ЦК КПСС Б. С. Украинцев.
В 1973 году усилилось административное давление на редакционную коллегию журнала «Вопросы философии», главным редактором которого был И. Т. Фролов, в прошлом помощник П. Н. Демичева. Руководил кампанией В. Н. Ягодкин. На городском партийном активе он обвинил журнал в отступлении от принципа партийности. Своё выступление Ягодкин закончил словами: «Учёному совету Института философии АН СССР давно пора обсудить работу журнала с принципиальных позиций». После критики в институте заместитель главного редактора М. К. Мамардашвили был вызван в Отдел пропаганды ЦК КПСС для проработки. Однако дальше кампания пошла не столь гладко, как рассчитывали её организаторы.
Главный редактор И. Т. Фролов заявил в ЦК КПСС, что доклад Ягодкина по отношению к журналу односторонне негативный. А статьи К. М. Кантора и Б. Г. Юдина, которые Ягодкин и его группа критиковали, на самом деле являются выполнением указаний ЦК КПСС. В первом номере журнала за 1974 года вышла редакционная статья Фролова «С позиций партийности», которая была очередным ответом проработчикам во главе с Ягодкиным. В частности, там было сказано, что «Порой бесталанность, непрофессиональность рядятся в тогу „ультрапартийности“, прикрываются громкими фразами».
5 февраля 1974 года состоялось очередное обсуждение журнала на заседании учёного совета Института философии АН СССР, оно прошло в спокойном благоприятном для журнала тоне. 19 мая 1974 года статья Фролова «С позиций партийности» была раскритикована на совещании в отделе науки и учебных заведений ЦК КПСС. Решение об изменении состава редколлегии было принято Президиумом АН СССР за три дня до этого, 16 мая, из неё были выведены М. К. Мамардашвили, Б. А. Грушин, Ю. А. Замошкин и введены оппоненты Фролова — М. Т. Иовчук, Г. Е. Глезерман, Б. С. Украинцев. 17—18 июня 1974 года состоялось обсуждение журнала на заседании специализированного учёного совета по философским наукам Академии общественных наук при ЦК КПСС, вопреки традиции Фролов отказался каяться и защищался. Ягодкин грозился закрыть сам журнал. Критика Фролова продолжалась ещё некоторое время и сошла на нет одновременно со снятием Ягодкина с поста секретаря МГК.
Летом 1975 года, в преддверии XXV съезда КПСС Ягодкин готовил резкое идеологическое выступление при участии команды «спичрайтеров», включая С. Н. Семанова.
Под давлением Ягодкина президиум Академии наук отменил своё решение о назначении И. Фролова директором Института философии. Фролов был когда-то помощником секретаря ЦК по идеологии П. Н. Демичева и появились слухи, что Ягодкин скоро сменит Демичева на этом посту.

### Решение об отставке
В 1975 году Ягодкин проводил большой партактив московской писательской организации и выступил с большим докладом о журнале «Новый мир», в котором критиковал всё, что в нём было напечатано. А потом предложил журналу «Новый мир» опубликовать этот доклад на своих страницах. С. С. Наровчатов, который тогда был главным редактором, так и сделал.
Скульптор Эрнст Неизвестный вспоминал, что после публикации статьи в «Новом мире»:

Ко мне приходит один западный корреспондент левого толка и спрашивает — что Ягодкин делает? Ведь он льет воду на мельницу западных ястребов, врагов примирения с Советским Союзом! Я рассказал об этом одному парню из ЦК. А тот говорит: а почему бы тебе не сказать западной прессе, что по мнению московской интеллигенции Ягодкин льет воду на мельницу антисоциалистических сил… Я так и сказал. Потом поступил запрос от итальянской КП…
В декабре 1975 года в Завидове в присутствии Брежнева шла работа над очередным партийным документом. По воспоминаниям Черняева находившийся в миноре генеральный секретарь посетовал, что его не понимают коллеги. Александров-Агентов уронил: «А что вы хотите, если во главе московской идеологии стоит Ягодкин…». «А в МГК он вроде хороший стал» — ответил Брежнев. Для команды брежневских помощников Ягодкин был «черносотенцем и сталинистом». Все заговорили: «Как же так, Леонид Ильич? Ведь он наносит вред партии. Все от него стонут. <…> Если внимательно прочитать его передовую в „Новом мире“, ясно, что она против линии XXIV съезда в области культуры. И Ленина там нагло переврал. Немыслимо такого человека и после XXV съезда оставлять…». Брежнев пообещал поговорить с Гришиным. В это время первый заместитель заведующего международным отделом ЦК В. В. Загладин привёз в Завидово записку о разговоре с одним из руководителей Итальянской компартии. Там цитировались слова итальянского коммуниста: «Вы утверждаете, что у вас нет оппозиции. Да у вас внутри партии оппозиция! Вы посмотрите статью Ягодкина в „Новом мире“. Разве она совпадает с линией XXIV съезда?». Брежнев ещё раз обещал обязательно поговорить с Гришиным.
Очевидно, что такой разговор состоялся. По воспоминаниям Черняева 28 декабря 1975 года Б. Н. Пономарёв сообщил шефу Ягодкина первому секретарю МГК Гришину, что нежелательно, чтобы его подчиненный, как было ранее намечено, открывал бы торжественное заседание, посвящённое 100-летию Вильгельма Пика, на котором должны выступить члены политбюро.
В январе 1976 года Ягодкин был снят с поста секретаря МГК по идеологии, а на XXV съезде выведен из кандидатов в члены ЦК.

### Закат карьеры
С 1976 года Ягодкин — заместитель министра высшего и среднего специального образования СССР по кадрам. 28—30 июня 1978 года на Всесоюзном съезде учителей руководил секцией «Подготовка учителей и повышение их квалификации». В 1981 году был отправлен на пенсию.
Болел диабетом, поэтому рано ушёл с работы. Говорили, что его разбил паралич и перед смертью он передвигался только в коляске.

## Семья
- Жена — Изольда Аркадьевна Ягодкина (урождённая Васильева), дочь малоизвестного советского писателя (с 1929 года сотрудника ОГПУ) Аркадия Васильева, единокровная сестра писательницы Дарьи Донцовой, которую в 1974 году Ягодкин устроил на работу сначала в советское консульство в Алеппо (Сирия), а затем в газету «Вечерняя Москва»[14];
  - Дочь — Екатерина (род. 24.08.1953)[36].

## Отзывы современников
- Вячеслав Саватеев, инструктор художественной литературы в отделе культуры МГК, вспоминал[25]:

Запомнилась первая встреча с ним, в его кабинете, когда меня принимали в горком. Высокий, представительный мужчина, с широким, раздвоенным подбородком, непроницаемым лицом, приглаженными, набриолиненными тёмными волосами; говорил он ровно, громко, отчётливо, как на трибуне…

## Произведения

### Книги
- Ягодкин В. Н. Социалистическое воспроизводство. 1960. — 74 с.
- Ягодкин В. Н. Производство относительной прибавочной стоимости. (Комментарии к IV отделу I тома «Капитала» К. Маркса). — М.: Высш. шк., 1961. — 60 с.
- Ягодкин В. Н. Основные закономерности воспроизводства рабочей силы в период развернутого строительства коммунизма. — М.: Изд-во Московского университета, 1965. — 292 с.
- Ягодкин В. Н. Пути ликвидации текучести кадров в промышленности СССР. — М.: Мысль, 1965. — 172 с.
- Валентей Д. И., Ягодкин В. Н. Воспроизводство рабочей силы при социализме, М. 1967;
- Ягодкин В. Н. Экономические проблемы подготовки квалифицированных рабочих кадров в современных условиях. — М.: Изд-во Московского университета, 1967. — 331 с.
- Ягодкин В. Н. Педагогические кадры школы и совершенствование воспитания учащихся: общественно-политическая литература. — М. : Педагогика, 1979. — 295 с.

### Статьи
- Ягодкин В. Н. Социализм и материальная заинтересованность. Через призму буржуазной идеологии. // Вестник Московского университета. Экономика, 1967. —  № 1. — С. 61—67.
- Ягодкин В. Н. Идейно-воспитательная работа кафедры политической экономии гуманитарных факультетов Московского государственного университета им. М. В. Ломоносова со студентами. — М., 1970. — 21 с. — (Информ. центр высш. школы).
- Ягодкин В. Рабочая сила при социализме. // Экономические науки. — 1971.  — № 1. — С. 31—37.
- Ягодкин В. Н. Навеки с партией, с народом // Октябрь. — 1971. — № 9. — С. 3—13.
- Ягодкин В. Н. Идеология, политика и литературно-художественное творчество // Новый мир. 1975 № 10 С. 3.
- Ягодкин В., Усилить идеологическую подготовку педагогических кадров. // Нар. образование. — 1976. — № 9. — С. 8—13.
- Ягодкин В. Н. Идейное противоборство двух систем и научная разработка проблем социалистического образа жизни. — «Проблемы социалистического образа жизни». — М., 1977. — С. 244;
- Ягодкин В. Н. Насущные задачи повышения квалификации педагогических кадров // Нар. образование. — 1979. — № 7.
- Ягодкин В. Н. О формировании высокой политической культуры у каждого школьника. // Советская педагогика. — 1980. — № 1. — С. 11—16.
- Ягодкин В. Н. О противоречиях в развитии системы просвещения // Советская педагогика. — 1982. — № 4. — С. 52—58.
- Ягодкин В. Н. Шаблон и ленивая доверчивость // Учительская газета. — 1985. — 11 июня.